# Первая республика Южной Кореи
Первая республика Южной Кореи (кор. 대한민국 제1공화국, Тэханмингук чеиль конхвагук) — первое независимое южнокорейское правительство, управлявшее страной в период с 1948 по 1960. Его предшественником было американское военное правительство в Корее, работавшее в стране с 1945 по 1948. Первая республика была сформирована 15 августа 1948 года, с Ли Сын Маном в качестве первого президента. Правительством была провозглашена независимость всего Корейского полуострова, хотя оно имело власть только над южной частью (южнее 38-й параллели). Вступлению в должность правительства Ли Сын Мана предшествовали выборы в Конституционную ассамблею 10 мая 1948 года. Первая конституция страны была принята Национальным собранием 17 июля. По конституции Южная Корея была республикой с сильной президентской властью.

## Экономика
В экономической сфере Ли Сын Ман не торопился с проведением экономических реформ, что также являлось одной из причин массового недовольства его политикой. В силу географического положения и природных особенностей южная часть Кореи издавна являлась житницей страны. Здесь проживала большая часть населения страны, занимавшаяся главным образом земледелием. Поэтому самым насущным для Южной Кореи был вопрос проведения земельной реформы. В то время как в Северной Корее земельная реформа была осуществлена еще в марте 1946 г., в Южной Корее и после провозглашения Республики Корея аграрный вопрос продолжал находиться в стадии «обсуждения».

## Конец Первой республики Южной Кореи
Первая республика прекратила своё существование в результате «апрельской революции» 1960 года. Ли Сын Ман был вынужден покинуть страну.